# 咽门
咽门是口腔后部进入咽喉的开口。它是位于软腭和舌根之间的狭窄通道。
咽门是口腔后口咽的一部分，上面是软腭，外侧是腭舌弓和腭咽弓，下面是舌。这些弓构成了咽门柱：前柱为由腭舌肌形成的腭咽弓，后柱为腭咽肌形成的腭咽弓。口咽侧壁两弓之间是腭扁桃体所在的扁桃体窝。 两弓也被统称为腭弓。

每个弓都向下、向侧、向前延伸，从软腭到舌侧。腭舌肌的收缩会使两弓靠近、使咽喉收缩，对吞咽来说至关重要。

## 咽喉炎
动物身上可见咽喉部炎症，称为咽喉炎。在猫身上，症状一般是出现食欲不振、口腔触痛，无法擦洗自己。临床可见齿龈炎、侵蚀性舌溃疡和咽喉炎。咽喉炎通常是齿龈炎的继发症，但也可能是原发症。在这一物种中，虽然任何诊断中都需排除食物过敏的因素，但咽喉炎一般是细菌或病毒性疾病感染引起的。治疗一般是对症治疗，包括广谱抗生素，严重情况下，若猫食欲不振，可用皮质类固醇(以积存注射形式给药，如甲强龙)或化学疗法(如苯丁酸氮芥)。